# Guy Chamillart
Pour les autres membres de la famille, voir Famille de Chamillart.
Guy Chamillart, baptisé le 22 août 1624 et mort le 19 septembre 1675 à Isigny-sur-Mer, est un officier royal français.

## Biographie
Avocat au Parlement, il acquiert pour 129 000 livres en décembre 1646 une charge d'avocat général du roi au Grand Conseil. Conseiller d'Etat le 8 mai 1647, il achète à Louis Boucherat pour 320.000 livres un office de maître des requêtes dont il reçoit les lettres de provision le 8 mai 1662. 
En novembre 1661, il est l'un des quatre commissaires réformateur chargés par Colbert de mener la Grande réformation des forêts royales (1661-1680). Guy Chamillart est affecté à la grande-maîtrise d'Ile-de-France. Se montrant trop timoré et lent, il est remplacé en 1664 par Paul Barrillon d'Amoncourt.
Il remplace Denis Talon comme procureur au procès de Nicolas Fouquet en décembre 1663.
Il est ensuite nommé intendant de police, justice et finances de la généralité de Caen en décembre 1665, puis intendant aux armées pour la province de Bretagne en 1675.
il avait épousé le 6 février 1648 Catherine Compaing (morte le 17 novembre 1696), fille de Louis Compaing, écuyer, sieur de Lestang, et de Catherine Gourreau de la Proustière

## Une descendance illustre
Son fils Michel Chamillart fait une carrière ministérielle et a une descendance illustre.
- Guy Chamillart, intendant du Roi
  - Michel Chamillart (2 janvier 1652 à Paris - le 14 avril 1721 à Paris), contrôleur général des finances et secrétaire d'État de la guerre
x Elisabeth Thérèse Le Rebours
    - Michel (II) Chamillart, marquis de Cany,  grand maréchal des logis de la Maison du roi.
x Marie Françoise de Rochechouart, fille de Louis de Rochechouart, duc de Mortemart et de Marie-Anne Colbert
      - Louis Michel Chamillart, comte de La Suze, grand maréchal des logis de la Maison du roi, colonel de dragons (1731), lieutenant général des armées du roi (1748)
        - Louis François Chamillart, marquis de Courcelles, 1er marquis de La Suze (1er août 1817), maréchal de camp (1790), pair de France sous la Restauration, officier de la Légion d'honneur, chevalier du Saint-Esprit (30 mai 1825)

      - Marie Elisabeth Chamillart (de Cany)  (1713-1788)
x Daniel-Marie de Talleyrand-Périgord, dit le marquis de Talleyrand,
        - Charles-Daniel de Talleyrand-Périgord
          - Charles-Maurice de Talleyrand-Périgord, prince de Talleyrand, évêque, ministre, diplomate
          - Archambaud de Talleyrand-Périgord
          - Boson de Talleyrand-Périgord

        - Augustin Louis de Talleyrand-Périgord
        - Alexandre Angélique de Talleyrand-Périgord, cardinal archevêque de Reims puis Paris
        - Louis Marie de Talleyrand-Périgord
        - Marie Elisabeth de Talleyrand-Périgord

    - Marie Thérèse Chamillart mariée avec Louis d'Aubusson, duc de La Feuillade, maréchal de France
    - Catherine Angélique Chamillart (1689-1739)
x Thomas marquis de Dreux-Brézé, grand maître des cérémonies de France
    - Geneviève-Thérèse Chamillart
x (14 décembre 1702) Guy-Nicolas de Durfort, duc de Lorges, fils du maréchal Guy Aldonce II de Durfort

  - Jean-François (de) Chamillart (1657 à Paris - 15 avril 1714 à Paris), évêque de Dol puis de Senlis, de l'Académie Française.
  - Guy (de) Chamillart, militaire
  - Jérôme (de) Chamillart, militaire

Il décède à Isigny-sur-Mer dans la maison de Monsieur de la Luzerne. Son corps est apporté à Bayeux où il repose dans l'église Saint-Exupère avant d'être transféré en l'église Saint-Nicolas-des-Chardonnets de Paris.

## Source
- Anette Smedley-Weill, Les Intendants de Louis XIV, Paris, Fayard, 1995, 369 p. (ISBN 2-213-59490-2), p. 42
- Emmanuel Pénicaut, Faveur et pouvoir au tournant du Grand Siècle, Michel de Chamillart, ministre et secrétaire d'Etat de la Guerre de Louis XIV, Ecole des chartes, 2004, p.33-54.